# Remilly-en-Montagne
Remilly-en-Montagne är en kommun i departementet Côte-d'Or i regionen Bourgogne-Franche-Comté i östra Frankrike. Kommunen ligger i kantonen Sombernon som tillhör arrondissementet Dijon. År 2022 hade Remilly-en-Montagne 154 invånare.

## Befolkningsutveckling
Antalet invånare i kommunen Remilly-en-Montagne
Referens:INSEE